# IPad (9. Generation)
Das iPad der 9. Generation ist Teil der iPad-Tabletcomputerreihe des US-amerikanischen Konzerns Apple. Es wurde am 14. September 2021 von Tim Cook der Öffentlichkeit vorgestellt. Ab 24. September 2021 konnte es vorbestellt werden. Die zehnte Generation wurde 2022 mit einem höheren Preis vorgestellt. Die neunte Generation wurde als weiterhin günstigstes Modell weiter verkauft.

## Neuerungen
Während der Vorgänger den Apple A12 Bionic SoC verwendet, besitzt das iPad der neunten Generation den Apple A13 Bionic. Die Frontkamera ist statt einer 1,2 Megapixel Kamera eine 12 Megapixel Kamera mit Ultraweitwinkel und Folgemodus. Die Speichervarianten sind von 32 und 128 GB auf 64 und 256 GB verdoppelt. Die Farbe Gold gibt es nicht mehr. Die Farbe Silber besitzt einen schwarzen Rahmen auf der Vorderseite. Beim Vorgänger hatten das silberne und goldene Modell einen weißen Rahmen auf der Vorderseite.

## Design
Das iPad der 9. Generation hat eine Rückseite aus Aluminium und existiert in den Farben Silber und Spacegrau. Am mittigen unteren Rand ist eine Home-Taste mit Touch ID angebracht. An der rechten Gehäuseseite befinden sich die Lautstärkewippen und ein Smart Connector für Zubehör. Auf der Rückseite ist eine Kamera mit 8, auf der Frontseite mittig am oberen Bildschirmrand eine weitere Kamera mit 12 Megapixeln eingebaut. Die Rückseite besitzt oben in der Mitte ein Mikrofon. Außerdem gibt es auf der Oberseite ein Mikrofon und einen 3,5-mm-Klinkenanschluss. Auf der Unterseite sind Stereolautsprecher neben dem Lightning-Dockanschluss verbaut. Bedient wird das Gerät hauptsächlich über Bildschirm-Berührungen.

## Technik
Apple bot das iPad der 9. Generation als 64- oder 256-GB-Variante ohne Modem an. Zusätzlich gibt es ein iPad mit LTE- und UMTS-Modem. Dieses verwendet Nano-SIM-Karten. Apple gibt bis zu 10 Stunden Akkulaufzeit beim Surfen im Internet über WLAN und bis zu 9 Stunden bei der Nutzung eines mobilen Datennetzes an. Der Lithiumpolymerakkumulator hat eine Kapazität von 32,4 Wh. Zusätzlich zum Mobilfunkmodem verbaute Apple ein A-GPS-Modul. Den digitalen Kompass besitzen auch die Geräte ohne Modem.
System-on-a-Chip ist der Apple A13 Bionic mit Sechskernprozessor, der zwei leistungsstarke Kerne „Lightning“ und vier energiesparende Kerne „Thunder“ besitzt. Dazu kommt ein von Apple entwickelter Grafikprozessor mit vier Kernen.

## Preise
Die unverbindliche Preisempfehlung betrug 379 € bzw. 549 € je nach Größe des Speichers. Einen SIM-Kartenschacht, der 4G-Mobilfunkkonnektivität ermöglicht, kostete zusätzlich je 140 €. Damit kostet das Modell mit 64 GB so viel wie beim Vorgänger das Modell mit 32 GB. Das Modell mit 256 GB ist 70 € teurer als das Modell mit 128 GB beim Vorgänger. Der Preis für Mobilfunkkonnektivität ist gleich geblieben.
Am 19. Oktober 2022 hat Apple die Preise auf 429 € und 629 € je nach Speicher erhöht. Mobilfunkunterstützung kostet von da an 170 € Aufpreis.